# 聂尔错
聂尔错（藏語：ཉེར་མཚོ，威利转写：nyer mtsho，THL：Nyer Tso，藏语意为“近湖”），又名内耳错，位于中国西藏自治区阿里地区革吉县境内，地处革吉县中东部，干果山南麓，湖面海拔4399米，面积33平方公里。湖中多岛屿。湖区年均气温0℃左右，年均降水量100～150毫米。湖水主要靠地表径流补给。集水区面积5310平方公里。湖水中富含锂、硼等资源。省道301经过湖泊南岸。
聂尔错湖表卤水矿化度为215克/升，pH值8.0。其湖盆属于新生代构造断陷盆地:104。